# Élénie du Narino
Elaenia brachyptera
Espèce
Statut de conservation UICN

 LC  : Préoccupation mineure
L'Élénie du Narino (Elaenia brachyptera), aussi appelée Élénie de Nariño ou Élénie de Berlepsch, est une espèce de passereau de la famille des Tyrannidae. Auparavant considérée comme une sous-espèce d'Elaenia chiriquensis, elle est considérée comme une espèce à part entière depuis les travaux de Rheindt et al. en 2015.

## Distribution
Cet oiseau niche sur le versant pacifique du sud-ouest de la Colombie (Nariño) et du nord-ouest de l'Équateur, ainsi que sur le versant oriental des Andes équatoriennes.